# Kasachisches Nationalkonservatorium
Das Kasachische Nationalkonservatorium (kasachisch Құрманғазы атындағы Қазақ ұлттық консерваториясы Qūrmanğazy atyndağy Qazaq ūlttyq konservatoriiasy, russisch Казахская национальная консерватория имени Курмангазы) in Almaty ist die bedeutendste Musikhochschule in Kasachstan.

## Geschichte
Am 30. April 1944 verabschiedeten die Volkskommissare der Sowjetunion den Beschluss, dass in der Hauptstadt der Kasachischen Sozialistischen Sowjetrepublik ein Konservatorium gegründet werden sollte. Dieser Beschluss wurde am 1. Oktober desselben Jahres umgesetzt, und es wurde die Musikhochschule Almaty gegründet.
1945 wurde das Konservatorium nach dem kasachischen Musiker und Komponisten Kurmangasy Sagyrbajew benannt.
Anfang der 1960er Jahre wurden ein neues Wohnheim mit 120 Zimmern, eine Sporthalle und ein Lesesaal an die bestehenden Gebäude des Konservatoriums angefügt. In den Jahren 1981 bis 1982 waren am Konservatorium über 1200 Studenten eingeschrieben, es waren 234 Lehrkräfte beschäftigt (davon über 20 Professoren und Doktoren und etwa 50 Dozenten) sowie fünf nationale Künstler der UdSSR und sieben Volkskünstler der Kasachischen SSR.
2001 wurde dem Konservatorium der Status National verliehen.

## Fachbereiche
Es gibt vier Fachbereiche:
- Fachbereich Music Education and Management
- Fachbereich Instrumental Performance
- Fachbereich Musicology and Performing Arts
- Fachbereich Volksmusik

## Rektoren
Zu den Rektoren seit der Gründung zählten u. a. Achmet Schubanow (1945–1951) und dessen Tochter Ghasisa Schubanowa (1975–1987).